# Liriope longipedicellata
Liriope longipedicellata är en sparrisväxtart som beskrevs av Fa Tsuan Wang och Tang. Liriope longipedicellata ingår i släktet Liriope och familjen sparrisväxter. Inga underarter finns listade i Catalogue of Life.